# Jugal Hansraj
Jugal Hansraj – aktor, reżyser, scenarzysta bollywoodzki (także model), ur. 26 lutego 1972 roku. Zadebiutował jako aktor dziecięcy w 1983 w Masoom, potem kontynuował grę jako dziecko w Karma grając syna bohatera granego przez sławnego Dilip Kumara. Jako dorosły zadebiutował w 1994 w parze z Urmila Matondkar, z którą w debiucie dziecięcym zagrali rodzeństwo w Masoom. Przełomową rolą w aktywności aktora dorosłego okazała się rola w Miłość żyje wiecznie, od czasu tej roli związany z Kim Sharma (w parze z nią grał w tym filmie). Obecnie mieszka w Mumbaju.
W 2008 roku wyreżyserował film rysunkowy Roadside Romeo, do którego głosy podłożyli Kareena Kapoor, Saif Ali Khan, Javed Jaffrey.

## Filmografia

### Aktor
1. Aaja Nachle (2007) .... Sanjeev Mehta
2. Darna Mana Hai (1 historia 2005)
3. Trudna droga do miłości (2005) .... Jignesh Pandya
4. Soggadu (2005) .... Chandu
5. Karishma: A Miracle of Destiny" (2003) TV miniserial .... Kunal
6. Hum Pyar Tumhi Se Kar Baithe (2002) .... Vishwas
7. Czasem słońce, czasem deszcz... (2001).... przyjaciel Rohana (gościnnie)
8. Miłość żyje wiecznie (2000) .... Sameer Sharma

1. Gudgudee (1997) .... śpiewak
2. Papa Kahte Hain (1996) .... Rohit Dixit
3. The Don (1995) .... Vijay
4. Aa Gale Lag Jaa (1994) .... Suraj
5. Loha (1987) .... Hassan Ali
6. Karma (1986) .... Rany najmłodszy syn, jedyny który przeżył (dziecięcy aktor)
7. Sultanat (1986) .... chłopiec, który przyłączył się do sułtana
8. Jhutha Sach (1984) .... Bhishan 'Binny'
9. Masoom (1983) .... Rahul D. Malhotra

### Reżyser
- Pyar Impossible (2009) (zapowiedziany)
- Roadside Romeo (2008)

### Scenarzysta
- Roadside Romeo (2008)

### Muzyka
- Roadside Romeo (2008) (śpiew playback singer)